# Ławeczka Józefa Piłsudskiego w Sulejówku
Ławeczka Józefa Piłsudskiego w Sulejówku – pomnik odsłonięty 10 czerwca 2010 w pobliżu willi „Milusin”, w której Józef Piłsudski mieszkał w latach 1923–1926.
Autorem rzeźby jest krakowski rzeźbiarz Karol Badyna. Pomnik przedstawia Józefa Piłsudskiego z córkami. Józef Piłsudski w galowym mundurze zajmuje fotel, wspierając się na szabli, a jego młodsza córka Jadwiga siedzi na ławce, trzymając model samolotu. Starsza córka Wanda stoi obok trzymając lalkę. Na poręczy fotela zawieszona jest wojskowa maciejówka.
Autor zatytułował pomnik „Lekcja historii”. Pomnik odlany z brązu stoi na granitowym cokole. Na przedniej krawędzi cokołu znajduje się napis: „Marszałek Józef Piłsudski z córkami Wandą i Jadwigą”.
Budowa została postanowiona uchwałą Rady Miejskiej z dnia 7 listopada 2008.
Koszt realizacji pomnika został pokryty ze składek mieszkańców Sulejówka oraz dotacji sponsorów, m.in. Kancelarii Prezydenta RP.